# 1889 na política

## Eventos
- Ano da Proclamação da República, o Brasil possuía 636 indústrias e cerca de 54 mil operários.
- 10 de janeiro a Costa do Marfim é declarada protetorado francês.
- 15 de julho - Pedro II, imperador do Brasil, sofre atentado ao sair de uma apresentação teatral no Rio de Janeiro. Alvejado com três tiros de revólver, o monarca saiu incólume do episódio.
- 15 de novembro - Proclamação da República do Brasil: o Imperador Pedro II do Brasil é exilado e Deodoro da Fonseca torna-se o primeiro presidente.
- 16 de novembro - Pedro II é informado de que não é mais imperador. À tarde, tropas cercam a Quinta da Boa Vista para negociar as condições de retirada da família real do país.
- 17 de novembro - A família real brasileira parte para o exílio em Paris.
- 19 de novembro - O governo provisório brasileiro baixa os primeiros decretos, regulamentando a bandeira, o brasão de armas, o hino e o selo nacionais.
- 25 de Novembro - O governo britânico entrega uma nota ao governo português protestando pela decisão de Portugal de considerar os territórios entre Angola e Moçambique como dependentes da soberania portuguesa.

## Nascimentos
| Data            | Nome                           | Profissão                                                                          | Nacionalidade                              | Observações | Ref   |
| --------------- | ------------------------------ | ---------------------------------------------------------------------------------- | ------------------------------------------ | ----------- | ----- |
| 3 de fevereiro  | Risto Ryti                     | 5° presidente da Finlândia                                                         | Grão-Ducado da Finlândia                   | m. 1956     |       |
| 20 de fevereiro | Laureano Gómez Castro          | Presidente da Colômbia de 1950 a 1951                                              | Colômbia                                   | m. 1965     |       |
| 20 de abril     | Adolf Hitler                   | político e militar, líder do Partido Nacional Socialista dos Trabalhadores Alemães | Império Austro-Húngaro                     | m. 1945     | [ 1 ] |
| 28 de abril     | António de Oliveira Salazar    | Presidente do Conselho de Ministros durante o Estado Novo                          | Reino Unido de Portugal, Brasil e Algarves | m. 1970     |       |
| 11 de maio      | Augusto Casimiro               | político, poeta, jornalista, comentarista político e opositor ao regime político   | Reino Unido de Portugal, Brasil e Algarves | m. 1967     | [ 2 ] |
| 12 de maio      | Abelardo Luján Rodríguez       | presidente interino do México de 1932 a 1934                                       | México                                     | m. 1967     |       |
| 4 de agosto     | Vespasiano Barbosa Martins     | médico e político                                                                  | Brasil                                     | m.1965      |       |
| 24 de setembro  | Antônio Geremário Teles Dantas | político, jornalista, advogado e escritor                                          | Brasil                                     | m. 1935     |       |
| 24 de outubro   | Ferhat Abbas                   | presidente do governo provisório da Argélia entre 1962 e 1963                      | França (Argélia francesa)                  | m. 1985     |       |
| 15 de novembro  | D. Manuel II de Portugal       | Rei de Portugal                                                                    | Reino Unido de Portugal, Brasil e Algarves | m. 1932     |       |
| 24 de novembro  | Zalman Shazar                  | presidente de Israel de 1963 a 1973                                                | Império Russo                              | m. 1974     |       |
| 24 de dezembro  | Osmín Aguirre y Salinas        | militar e presidente de El Salvador de 1944 a 1945                                 | El Salvador                                | m. 1977     |       |

## Mortes
| Data            | Nome                                        | Profissão                                              | Nacionalidade                              | Observações | Ref   |
| --------------- | ------------------------------------------- | ------------------------------------------------------ | ------------------------------------------ | ----------- | ----- |
| 13 de fevereiro | João Maurício Wanderley                     | magistrado e político                                  | Brasil Colónia                             | n. 1815     | [ 3 ] |
| 19 de março     | António de Oliveira Marreca                 | economista, jornalista, escritor, professor e político | Portugal                                   | n. 1805     | [ 4 ] |
| 29 de março     | Teófilo Dias                                | político e poeta                                       | Brasil                                     | n. 1854     |       |
| 19 de outubro   | D. Luís I                                   | Rei de Portugal                                        | Reino Unido de Portugal, Brasil e Algarves | n. 1838     | [ 5 ] |
| 21 de outubro   | Irineu Evangelista de Souza (Barão de Mauá) | empresário, industrial, banqueiro e político           | Brasil Colónia                             | n. 1813     | [ 6 ] |